# 에브리마 콜리
에브리마 콜리(영어: Ebrima Colley, 2000년 2월 1일 ~ )는 스위스 슈퍼리그 클럽 영 보이스와 감비아 국가대표팀에서 윙어로 활약하고 있는 감비아의 축구 선수이다.

## 구단 경력
콜리는 2017-18년 시즌 아탈란타의 19세 이하 대표팀에서 뛰기 시작했다. 그는 2019년 12월 15일, 볼로냐와의 세리에 A 경기에서 1-2로 패한 경기에서 시니어 팀에서 프로 데뷔 전을 치렀다.
2020년 9월 23일, 콜리는 세리에 A의 엘라스 베로나로 임대되어 남은 시즌을 보냈다.
2021년 8월 7일, 콜리는 팀이 끝날 때까지 동료 1군 클럽인 스페치아로 임대되었다. 2022년 8월 13일, 콜리는 남은 시즌 동안 쉬페르리그 클럽 파티흐 카라귐뤼크로 임대되었다.
2023년 9월 1일, 콜리는 스위스 슈퍼리그 클럽 영 보이스로 임대되어 남은 시즌 동안 옵션 투 바이를 포함한 계약을 체결했다. 그해 12월 13일, 그는 2-1로 패한 RB 라이프치히와의 원정 경기에서 골을 넣으며 감비아 최초로 UEFA 챔피언스리그에서 득점한 선수가 되었다.

## 국가대표팀 경력
콜리는 2019년 3월 22일, 알제리와의 2019년 아프리카 네이션스컵 예선 전에서 에브리마 소나와 81분 교체 투입되어 감비아 국가대표팀에 데뷔했다.
그는 대표팀의 첫 대륙별 토너먼트인 2021년 아프리카 네이션스컵에 출전하여 8강 진출에 성공했다.